# Silphidae
Los sílfidos (Silphidae) son una familia de coleópteros polífagos con más de 300 especies descritas. Su tamaño oscila entre 4 y 40 mm. La mayoría de las especies se alimentan de carroña y son conocidos como "escarabajos enterradores".

## Características
Poseen el cuerpo aplanado, de color negro, a veces con manchas amarillentas o rojas, y el tegumento es blando. Antenas cortas terminadas en una maza.

## Biología y ecología
Tanto las larvas como los adultos viven mayoritariamente en cadáveres de animales, aunque hay especies asociadas a vegetales en descomposición y excrementos, y otras son depredadoras.
Los miembros de la subfamilia silfinos muestran poca o ninguna atención a sus crías y se reproducen en carroña de animales grandes. Los nicroforinos poseen un complejo comportamiento, ya que entierran pequeños cadáveres y moldean con ellos una bola de alimento para sus futuras larvas; la hembra deposita unos pocos huevos en una galería  que excava en las cercanías y va alimentando periódicamente sus larvas con el contenido del cadáver enterrado.